# Pontours
 Pontours  (en occitano Pontors) es una población y comuna francesa, situada en la región de Aquitania, departamento de Dordoña, en el distrito de Bergerac y cantón de Le Buisson-de-Cadouin.

## Demografía
| 160 | 163 | 153 | 164 | 187 | 168 |
| Para los censos de 1962 a 1999 la población legal corresponde a la población sin duplicidades (Fuente: INSEE [Consultar]) |     |     |     |     |     |